# Le Tendron d'Achille
Pour plus de détails, voir Fiche technique et Distribution.
Le Tendron d'Achille est un court-métrage français réalisé par Christian-Jaque, sorti en 1933.

## Fiche technique
- Titre français : Le Tendron d'Achille
- Titre anglais : Achilles'Heel
- Réalisation : Christian-Jaque
- Photographie : Émile Sallé
- Son : Marcel Petiot
- Société de production : Productions Métropolitaines et Coloniales
- Pays d'origine :  France
- Langue originale : français
- Format : noir et blanc — 35 mm — 1,37:1 — son Mono
- Genre : Comédie
- Dates de sortie : France : 1933

## Distribution
- Grazia del Rio
- Philippe Hersent
- Lucien Dayle
- Marcel Maupi
- Micky Damremont
- Jean Kolb
- Andrée Brabant
- Maximilienne